# A10 Center
Das A10 Center ist ein Einkaufszentrum im brandenburgischen Wildau. Es liegt direkt an der Anschlussstelle Königs Wusterhausen der A 10 im Landkreis Dahme-Spreewald am Südrand von Berlin. Sein Name ist von dieser Lage abgeleitet.

## Kennzahlen

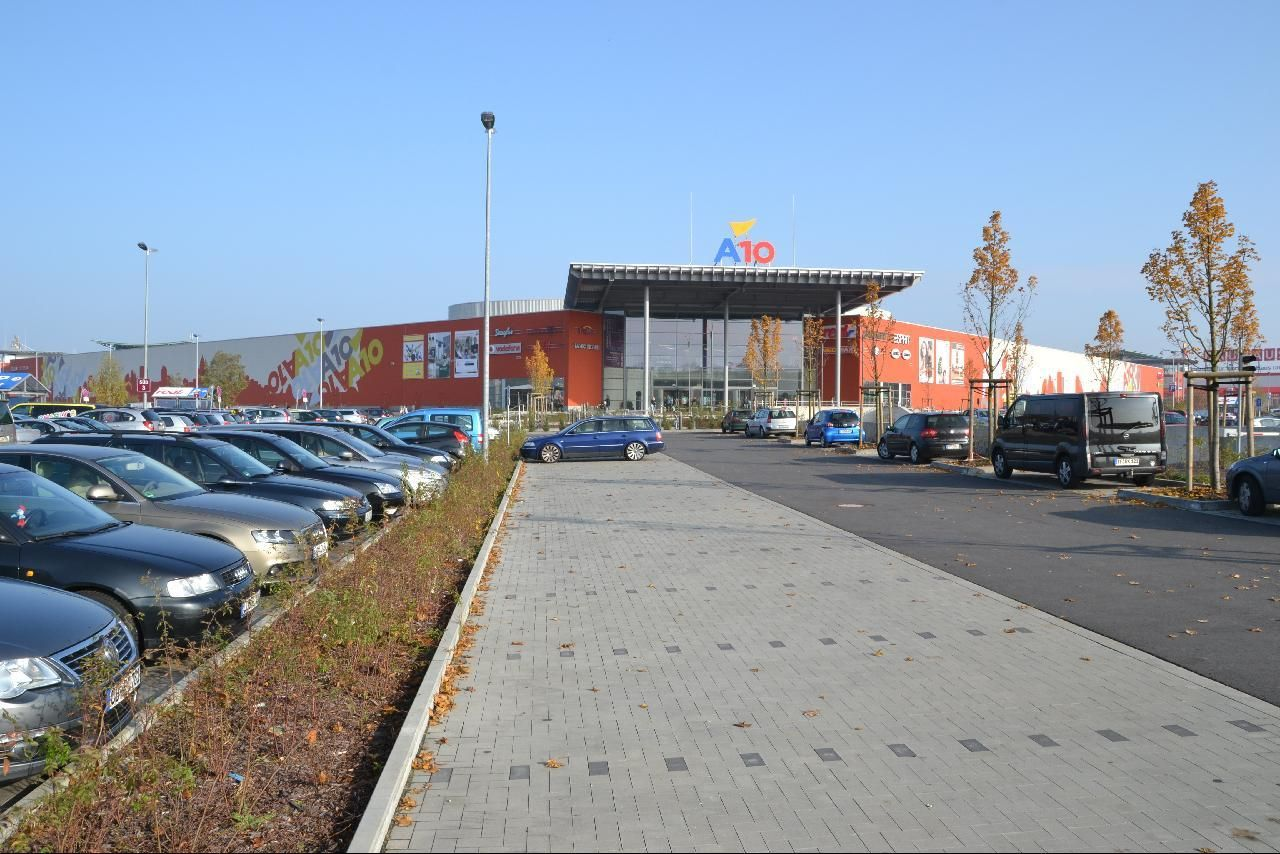
Haupteingang des Einkaufszentrums

Auf einer Gesamtfläche von 486.000 m² sind auf rund 66.000 m² Verkaufsfläche etwa 120 Läden beheimatet. Es gibt ca. 4000 Parkplätze am A10 Center, 3000 davon direkt vor dem Gebäude und weitere 1000 im Parkhaus. Im A10 Center arbeiten etwa 1600 Angestellte.
Im Einzugsgebiet des A10 Centers leben etwa 1.152.000 Menschen. Die prozentuale Aufteilung der Besucher wird wie folgt angegeben: etwa 16 Prozent kommen aus Berlin, 22 Prozent aus dem Landkreis Teltow-Fläming und die übrigen 62 Prozent stammen aus den Landkreisen Dahme-Spreewald und Oder-Spree. Seit der Eröffnung besuchten etwa 100 Millionen Kunden das Einkaufszentrum, allein im Jahr 1997 wurden rund 4,75 Mio. Kunden gezählt, 2007 rund 8 Millionen.

## Geschichte
Nach der Wende und der Wiedervereinigung suchte der Gemeinderat Wildaus nach Investoren für den Bau eines Einkaufscenters, um die wirtschaftliche Situation der Gemeinde zu sichern und zu verbessern. Wildau kam daraufhin mit einer Gesellschaft aus Münster in Kontakt, der der Gemeinderat die Genehmigung für den Bau des Einkaufszentrum erteilte.
Im Jahr 1995 eröffneten ein Baumarkt und der Discountbereich des Centers, außerdem wurde eine Tankstelle errichtet. Ein Jahr später erfolgte die vollständige Eröffnung des Einkaufszentrums. Im Jahr 1999 kam ein Freizeitzentrum mit einem Multiplex-Kino, Restaurants sowie einem Bowlingcenter hinzu. In den nächsten Jahren folgten kleinere Erweiterungen an bestehender Substanz, so wurden im Jahr 2000 das Möbelhaus umgebaut und 2005 die ,Technikwelt’ eröffnet. Bereits im Jahr 2003 wurden Einkaufs- und Freizeitzentrum mit einem Boulevard verbunden.
Zwischen 2008 und 2011 nahmen die Eigentümer eine umfangreiche Erweiterung und Modernisierung des A10 Centers vor. Die größte Baumaßnahme war die Errichtung eines dreieckigen Anbaus, der ,A10 Triangel’, an den Südrand des Centers auf ehemaligen Parkplatzflächen mit Platz für etwa 70 weitere Geschäfte. Der Haupteingang wurde an diesen Teil des Einkaufszentrums verlegt und befindet sich seitdem an der südlichen ,Spitze’ des Dreiecks. Verzögerungen beim Bau entstanden durch die Insolvenz der Eigentümergesellschaft. Daraufhin wurde das A10 Center nach Ausschreibung an die ECE Projektmanagement für rund 265 Mio. Euro verkauft. Um den Kauf hatte sich auch die Deutsche EuroShop AG aus Hamburg beworben.
Gegenwärtig (Stand 2022) sind rund 120 Fachgeschäfte, Gastronomie- und Servicebetriebe auf etwa 66.000 Quadratmetern Handelsfläche ansässig. Das Zentrum wird jedoch auch häufig für Messen, Jobbörsen und Kulturveranstaltungen genutzt.

## Architektur des Gebäudekomplexes
Für den zuletzt vorgenommenen Erweiterungs- und Umbau hatten die Lohmann Architekten und das ,Phase2-Architektur’-Team bis zum Jahr 2010 Grundvoraussetzungen geschaffen. Für die Innenarchitektur entwarfen Knud Jensen und seine Mitarbeiter aus Nordwalde Vorschläge. Das Auffälligste ist eine über dem zentralen Eingangsbereich Süd schwebende Ellipse, die symbolhaft Straßenzüge Berlins darstellen soll.

## Verkehrsanbindung
Das A10-Center ist mit dem Pkw über den südlichen Berliner Ring A 10, Anschlussstelle Königs Wusterhausen, erreichbar und liegt in unmittelbarer Nähe zum Flughafen Berlin Brandenburg. Die B 179 führt ebenfalls in der Nähe vorbei. Die Parkplätze sind kostenlos nutzbar. Omnibuslinien bedienen das A10-Center von den Bahnhöfen Wildau und Königs Wusterhausen im 20-Minuten-Takt.